# Old Kilcullen
Old Kilcullen (Sean Chill Chuilinn en irlandais) est une localité (un townland) du comté de Kildare, en Irlande. Elle est située à 5 km au sud de Newbridge et à 13 km au sud-ouest de Naas.

## Histoire
Durant le Haut Moyen Âge, Old Kilcullen, alors simplement appelé Kilcullen, abrite une communauté monastique importante. Elle aurait été fondée au milieu du Ve siècle par Iserninus (en), l'un des premiers évangélisateurs de l'île. Une ville se développe progressivement autour de l'abbaye et atteint son apogée à l'époque anglo-normande. Son centre de gravité se déplace progressivement vers le nord-est à partir du XIVe siècle, autour d'un pont construit sur la Liffey en 1319. La nouvelle localité, d'abord appelée Kilcullen Bridge, prend progressivement le nom de Kilcullen.
Quelques structures médiévales subsistent à Old Kilcullen, en particulier une tour ronde et deux hautes croix.